# Die geheimnisvollen Städte des Goldes
Die geheimnisvollen Städte des Goldes (jap. 太陽の子エステバン, Taiyō no Ko Esuteban, wörtlich: „Kind der Sonne Esteban“; franz. Les Mystérieuses Cités d’or) ist eine französisch-japanische Zeichentrickserie. Sie beruht auf dem Buch The King’s Fifth des US-amerikanischen Schriftstellers Scott O’Dell.

## Handlung
Als Säugling wurde der Waisenjunge Esteban vom Navigator Mendoza von einem sinkenden Schiffswrack im Pazifik gerettet. Er trägt stets ein goldenes Amulett bei sich, von dem ein Teil Mendoza während seiner Rettung an sich genommen hat. Im Jahre 1532 trifft der zwölfjährige Esteban in Barcelona (Spanien) auf den Abenteurer Mendoza, der ihm von den geheimnisvollen Städten des Goldes der Inka erzählt. Esteban, dem die Fähigkeit, die Sonne zu rufen, zugesprochen wird, hofft, bei den Städten des Goldes seinen Vater zu finden. Zusammen mit Mendoza und dessen beiden Gesellen Sancho und Pedro macht er sich auf die Suche nach den Städten.
Dabei stoßen sie auf Zia und Tao. Während Zia ein zwölfjähriges Inka-Mädchen ist, das als kleines Kind von den Spaniern entführt wurde und, wie auch Esteban, ein goldenes Amulett trägt, ist Tao ein Nachfahre des Volkes von Mu (Naacal), der allein auf einer kleinen Galapagosinsel aufwuchs. Mit dem Wissen seiner Vorfahren hilft Tao Esteban und Zia oft in kniffligen Situationen.

## Produktion und Veröffentlichung
Die Serie geht zurück auf die französischen Produzenten Jean Chalopin und Bernard Deyriès, die beide aus Kostengründen schon bei Ulysses 31 mit einem japanischen Stab zusammengearbeitet haben. Die Geschichte basiert lose auf dem Buch The King’s Fifth des US-amerikanischen Schriftstellers Scott O’Dell. Chalopins Filmstudio DIC Audiovisuel ging daher eine Kooperation mit dem japanischen Sender NHK ein. Die Animationsdurchführung oblag Studio Pierrot mit Hisayuki Toriumi als Gesamtregisseur. Weiterhin führten Eiko Toriumi, Bernard Deyries, Kyosuke Mikuriya und Mizuho Nishikubo Regie. Die Drehbücher schrieben Michiru Umadori, Michiru Kaneko und Soji Yoshikawa. Die Musik der japanischen Fassung stammt von Nobuyoshi Koshibe und die der französischen, auf der auch die deutsche basiert, von Haim Saban und Shuki Levy.
Die französische Erstausstrahlung fand ab dem 13. Mai 1982 bei RTL Télévision statt. Vom 29. Juni 1982 bis zum 7. Juni 1983 fand die japanische Erstausstrahlung der insgesamt 39 Folgen auf dem Fernsehsender NHK statt. Die japanische Fassung enthält am Ende jeder Folge ein kurzes, dokumentarisches Segment, in dem ein Aspekt der Kulturen und Völker Süd- und Mittelamerikas oder deren Entdeckung und Eroberung durch die Spanier erklärt wird. In den meisten internationalen Fassungen fehlen diese Segmente.
Erstmals auf Deutsch wurde Die geheimnisvollen Städte des Goldes 1988 im Fernsehen der DDR (später DFF) gesendet. Wiederholungen erfolgten 1991 in der DFF-Länderkette (1991), im MDR (1993 und 1995) sowie im ORB (1994). Anime Virtual veröffentlichte die Serie von November 2002 bis Juni 2003 in Deutschland auf sechs DVDs. Im Jahre 2005 erschien eine Box mit allen sechs DVDs. Seit dem 4. Juli 2011 wurde die Serie auf Anixe bzw. Das Vierte erneut ausgestrahlt. International wurde die Serie unter anderem im britischen, amerikanischen, spanischen, italienischen, niederländischen, polnischen, portugiesischen und schwedischen Fernsehen ausgestrahlt. In Frankreich fanden nach der Erstausstrahlungen bei Antenne 2 1983 diverse Wiederholungen auf verschiedenen Sendern statt.

## Synchronisation
Da es sich um eine japanisch-französische Koproduktion handelt, wurden sowohl die japanische als auch die französische Fassung mit dem Originalmaterial gefertigt und die Animationen und Sprechertexte für beide Versionen lippensynchron hergestellt.
| Rolle   | Originalsprecher   | Deutscher Sprecher   |
| ------- | ------------------ | -------------------- |
| Esteban | Jackie Berger      | Angelika Lietzke     |
| Zia     | Isabelle Ganz      | Heidrun Bartholomäus |
| Tao     | Odile Schmitt      |                      |
| Mendoza | Jean-Claude Balard | Ernst Meincke        |

## Französische Fortsetzung

### Beschreibung
2008 wurden Pläne bekannt, eine 26-teilige Fortsetzung zu produzieren. Diese durch das französische Studio Blue Spirit animierte Serie namens Les Mystérieuses Cités d'or saison 2 wurde ab dem 17. November 2012 auf dem belgischen Sender La Trois ausgestrahlt sowie ab 9. Dezember 2012 in Frankreich auf TF1. Die deutsche Erstausstrahlung ist seit 14. Dezember 2013 im Pay-TV auf Nicktoons Deutschland zu sehen. Im deutschen Free-TV erfolgte die Ausstrahlung der Fortsetzung ab 3. Februar 2014 auf Nickelodeon. Die Ausstrahlung auf Nicktoons und Nickelodeon (Deutschland) wurde kurzfristig bei Episode 16 abgebrochen. Laut Auskunft von Nickelodeon auf Facebook, war geplant, die Serie im Sommer 2014 erneut auszustrahlen, doch auch dort wurde die Ausstrahlung vorzeitig beendet. Die Serie wird auf Nickelodeon Schweiz weiterhin gesendet. Zudem können die Folgen per Stream auf nick.ch angeschaut werden.
Eine Fortsetzung als dritte Staffel wurde ab 2013 in den Studios von Angoulême von blue spirit productions produziert. Weitere 26 Episoden mit einer Laufzeit von jeweils 26 Minuten wurden geplant. 2014 wurde die Postproduktion abgeschlossen und mit der Produktion der Animation begonnen. Die Folgen wurden schließlich erstmals vom 12. bis 28. Oktober 2016 in Frankreich ausgestrahlt.
Eine weitere Staffel wurde vom 2. Dezember 2020 bis zum 29. Januar 2021 in Frankreich ausgestrahlt.
Die Serie erschien in Frankreich auf DVD, bei TFOU Vidéo die erste Staffel und bei Universal Pictures France die zweite. Polyband veröffentlichte am 26. Juni 2015 nur die Folgen 1 bis 7 sowie 8 bis 13 auf dem deutschen Markt als DVD. Aufgrund der geringen Verkaufszahlen sah man Anfang 2016 von einer Veröffentlichung der restlichen Folgen ab.

### Synchronisation
Die 2012er Serie wurde von der Berliner Synchronfirma VSI Synchron vertont. Für die Synchronregie war Stefan Kaiser verantwortlich.
| Rolle         | Originalsprecher    | Deutscher Sprecher |
| ------------- | ------------------- | ------------------ |
| Esteban       | Audrey Pic          | Cedric Eich        |
| Zia           | Adeline Chetail     | Sarah Tkotsch      |
| Tao           | Caroline Mozzone    | David Kunze        |
| Mendoza       | Bruno Magne         | Peter Lontzek      |
| Pedro         | Jérémy Prévost      | Christian Gaul     |
| Sancho        |                     | Klaus Lochthove    |
| Kokapetl      | Martial Le Minoux   | Andi Krösing       |
| Zares         | Pierre de Garrigues | Oliver Siebeck     |
| Charles Quint | Philippe Roullier   | Frank Muth         |
| Pater Marco   | Bernard Bollet      | Rainer Gerlach     |
| Ambrosius     |                     | Michael Pan        |
| Zares         |                     | Oliver Siebeck     |

### Episodenliste
Deutschsprachige Erstausstrahlung ab Episode 17 nur auf Nickelodeon Schweiz.
| Nr. (ges.) | Nr. (St.) | Deutscher Titel                   | Originaltitel                  | Erstausstrahlung Belgien | Deutschsprachige Erstausstrahlung (D/AT/CH) |
| ---------- | --------- | --------------------------------- | ------------------------------ | ------------------------ | ------------------------------------------- |
| 1          | 1         | Wieder in Barcelona (1)           | Retour à Barcelone 1re partie  | 17. Nov. 2012            | 14. Dez. 2013                               |
| 2          | 2         | Wieder in Barcelona (2)           | Retour à Barcelone 2e partie   | 24. Nov. 2012            | 15. Dez. 2013                               |
| 3          | 3         | Das Geheimnis der Trommel         | Le secret du tambour           | 23. März 2013            | 21. Dez. 2013                               |
| 4          | 4         | In der Hand der Piraten           | Aux mains des pirates          | 30. März 2013            | 22. Dez. 2013                               |
| 5          | 5         | Der Alchemist                     | L’alchimiste                   | 31. März 2013            | 28. Dez. 2013                               |
| 6          | 6         | Alle an Bord!                     | À l’abordage !                 | 31. März 2013            | 29. Dez. 2013                               |
| 7          | 7         | Shaolin                           | Shaolin                        | 1. Apr. 2013             | 4. Jan. 2014                                |
| 8          | 8         | Der Verräter                      | La trahison                    | 27. Apr. 2013            | 5. Jan. 2014                                |
| 9          | 9         | Die Prophezeiung                  | La prophétie                   | 4. Mai 2013              | 11. Jan. 2014                               |
| 10         | 10        | Die Schwarze Perle                | La perle noire                 | 11. Mai 2013             | 12. Jan. 2014                               |
| 11         | 11        | Die Suche nach dem Gelben Drachen | À la recherche du dragon jaune | 18. Mai 2013             | 18. Jan. 2014                               |
| 12         | 12        | Die Verbotene Stadt               | Dans la Cité interdite         | 25. Mai 2013             | 19. Jan. 2014                               |
| 13         | 13        | Wie ein Prinz                     | Comme un prince                | 1. Juni 2013             | 25. Jan. 2014                               |
| 14         | 14        | Die Flucht                        | L’évasion                      | 8. Juni 2013             | 19. Feb. 2014                               |
| 15         | 15        | Der Bauch des Buddha              | Le ventre de Bouddha           | 25. Aug. 2013            | 20. Feb. 2014                               |
| 16         | 16        | Das Labyrinth                     | Le labyrinthe                  | 1. Sep. 2013             | 21. Feb. 2014                               |
| 17         | 17        | Der Schlafende Garten             | Le jardin endormi              | 8. Sep. 2013             | 24. Feb. 2014                               |
| 18         | 18        | Der Sohn der Sonne                | Le fils du soleil              | 15. Sep. 2013            | 25. Feb. 2014                               |
| 19         | 19        | Die Oase                          | L’oasis                        | 25. Sep. 2013            | 26. Feb. 2014                               |
| 20         | 20        | Das Fresko des Bösen Blicks       | La fresque des yeux maudits    | 29. Sep. 2013            | 27. Feb. 2014                               |
| 21         | 21        | Getrennte Wege                    | La séparation                  | 6. Okt. 2013             | 28. Feb. 2014                               |
| 22         | 22        | Das Feuer des Drachen             | Le feu du dragon               | 13. Okt. 2013            | 3. März 2014                                |
| 23         | 23        | Die Expedition                    | L’expédition                   | 20. Okt. 2013            | 4. März 2014                                |
| 24         | 24        | Das Nest des Kondors              | Le nid du Condor               | 27. Okt. 2013            | 5. März 2014                                |
| 25         | 25        | Die Offenbarung                   | La révélation                  | 3. Nov. 2013             | 6. März 2014                                |
| 26         | 26        | Von Angesicht zu Angesicht        | Face à face                    | 10. Nov. 2013            | 7. März 2014                                |

## Rezeption
In der Anime Encyclopedia wird die Serie aus den 1980ern als „empfehlenswert “beschrieben, trotz einiger Zugeständnisse ans Kinderprogramm, wie der „ärgerliche Papagei“ und die albernen Räuber. Die Geschichte biete in typischer Abenteuer-Anime-Manier eine aufregende Mischung aus antiken Technologien, verlorenen Städten, sich bekriegenden Stämmen und riesigen Maschinen und nehme dabei immer wieder unerwartete Wendungen. Dabei würden die indigenen Völker Südamerikas auf für Zeichentrickserien seltene, positive und mitfühlende Weise porträtiert und zugleich ein authentisches Bild der Aufbruchsstimmung der Zeit der Eroberung gezeigt. Die Fernsehausstrahlung in Japan wie auch in Frankreich war ein großer Erfolg.
In ihrer Kritik lobt die deutsche Zeitschrift Animania die für die damalige Zeit hohe Qualität der Animation, wie auch die der deutschen Synchronisation, die „dem hohen Standard eines Klassikers des deutschen Fernsehens“ entspräche. Die Mangaszene vergleicht, wie auch die Anime Encyclopedia, die Handlung mit der später entstandenen Serie Die Macht des Zaubersteins, die ähnlich als Abenteuer in der Vergangenheit beginnt und sich dann zu Science Fiction entwickele. Auch Einflusse von Erich von Däniken werden in den fantastischen Elementen der Geschichte gesehen. Es sei bedauerlich, dass die „spannende Abenteuer-Geschichte“ in Deutschland ganz im Gegensatz zu Japan und Frankreich nur wenig Beachtung erfahren habe. Die deutsche DVD-Ausgabe der Animeserie aus den 1980ern wird in der Funime für die aufwändige Nachbearbeitung gelobt, die Farben, Facetten und Details der alten Serie erst richtig wahrnehmbar mache. In Ton und auch den verfügbaren Sprachfassungen blieben Wünsche offen, aber durch das Extramaterial und die vielen Folgen pro DVD sei die Veröffentlichung dennoch eine lohnenswerte Neufassung einer „fast schon legendären Serie“.